# Alcántara Dam
Alcántara Dam är en dammbyggnad i Spanien.   Den ligger i provinsen Provincia de Cáceres och regionen Extremadura, i den västra delen av landet, 280 km väster om huvudstaden Madrid. Alcántara Dam ligger 172 meter över havet. Arean är 10 400 kvadratkilometer.
Terrängen runt Alcántara Dam är huvudsakligen lite kuperad. Alcántara Dam ligger nere i en dal. Runt Alcántara Dam är det mycket glesbefolkat, med 2 invånare per kvadratkilometer. Närmaste större samhälle är Brozas, 15,9 km sydost om Alcántara Dam. Omgivningarna runt Alcántara Dam är huvudsakligen savann.